# Габриэль Испанский
Инфант Габриэль Испанский (12 мая 1752, Портичи, Кампания — 23 ноября 1788, Касита-дель-Инфанте, Мадрид) — инфант Испании.

## Биография
Родился 12 мая 1752 года в королевском дворце в Портичи возле Неаполя в семье короля Испании Карла III и его жены Марии  Амалии Саксонской. В день рождения стал рыцарем ордена Золотого руна. Среди всех детей Карла III был самым умным и трудолюбивым. В 1771 году архитектор Хуан де Вильянуэва по заданию Габриэля построил Каситу дель Инфант.
12 апреля 1785 сочетался браком с инфантой Марианной Викторией, дочерью португальского короля Педру III.
Его жена умерла 2 ноября 1788 от оспы, а 23 ноября умер и сам Габриэль.

## Дети
- Инфант Педро Карлос (1786—1812)
- Инфанта Мария Карлота (1787)
- Инфант Карлос (1788)

## Титулы
- 12 мая 1752 — 6 октября 1759 — Его королевское высочество принц Габриэль Неаполя и Сицилии, инфант Испании
- 6 октября 1759 — 23 ноября 1788 — Его королевское высочество дон Габриэль, инфант Испании, принц Неаполя, принц Сицилии и тд.